# Публий Марций Вер
Публий Марций Вер (лат. Publius Martius Verus) — римский государственный деятель второй половины II века.
Происхождение и ранние этапы карьеры Марция Вера известно неточно. Возможно, он был родом из Толозы, но это предположение вызывает сомнение. Первая документально засвидетельствованная его должность это командование V Македонским легионом в Нижней Мезии в 160 году. Вместе со своим подразделением Вер участвовал в парфянской кампании Луция Вера. За заслуги во время этой войны он получает в награду должности консула-суффекта в 166 году и легата провинции Каппадокия (был им с 166 по 175 год). В течение своего длительного пребывания в провинции Вер наблюдал за Армянским царством, контроль над которым был основным поводом для недавней войны. Его действия известны от Диона Кассия, который льстиво о нём отзывался. В 172 году Вер поставил царём в Армении некоего Соахимоса и поддерживал его власть, усилив гарнизон в Вагаршапате.
Когда в 175 году наместник Сирии Авидий Кассий провозгласил себя императором, Марций Вер остался верен Марку Аврелию и помогал тому навести порядок в восточных провинциях. За это он получил легатство над Сирией, которой правил с 175 по 177 год. Его верность была вознаграждена в 179 году, когда он получил консульство вместе с наследником престола, будущим императором Коммодом. Возможно, он был возведен в сан патриция, и, должно быть, умер до конца 190 года.
Его сын Публий Марций Сергий Сатурнин был в 198 году консулом.